# Linea S (tranvia)
La linea S (in inglese S Line, IPA: [ɛs laɪn]) è una linea tranviaria che collega il quartiere di Sugar House della città di Salt Lake City con la città di South Salt Lake, nello Stato dello Utah. La linea è gestita dalla Utah Transit Authority, che si occupa anche della gestione della rete metrotranviaria cittadina TRAX.
I lavori costruzione della tranvia, inizialmente nota come Sugar House Streetcar, iniziarono il 9 maggio 2012, utilizzando il sedime di una linea dismessa della Union Pacific Railroad. La linea fu quindi aperta l'8 dicembre 2013.

## Il servizio
La linea è attiva sette giorni su sette ed ha una frequenza costante di 20 minuti.